# Víctor Andrés Moreno Córdoba
Víctor Andrés Moreno Córdoba (Nóvita, Chocó, Colombia; 23 de octubre de 1994) es un futbolista colombiano. Juega como defensa central y actualmente milita en Independiente Santa Fe de la Categoría Primera A colombiana.

## Clubes
Actualizado el 8 de enero de 2025
| Club                   | País     | Año             | Partidos | Goles |
| ---------------------- | -------- | --------------- | -------- | ----- |
| Atlético               | Colombia | 2014 - 2016     | 69       | 4     |
| Orsomarso              | Colombia | 2017 - 2018     | 62       | 5     |
| Atlético Huila         | Colombia | 2019            | 38       | 1     |
| Alianza F.C            | Colombia | 2020            | 17       | 1     |
| Independiente Medellín | Colombia | 2020 - 2023     | 99       | 5     |
| Águilas Doradas        | Colombia | 2024            | 33       | 1     |
| Independiente Santa Fe | Colombia | 2025 - Presente | 0        | 0     |

## Estadísticas

### Clubes
Actualizado al último partido disputado el 15 de noviembre de 2024.
| Club | Div.          | Temporada     | Liga  | Liga  | Liga  | Copas nacionales (1) | Copas nacionales (1) | Copas nacionales (1) | Copas internacionales (2) | Copas internacionales (2) | Copas internacionales (2) | Total | Total | Total |
| Club | Div.          | Temporada     | Part. | Goles | Asis. | Part.                | Goles                | Asis.                | Part.                     | Goles                     | Asis.                     | Part. | Goles | Asis. |
| --- | ------------- | ------------- | ----- | ----- | ----- | -------------------- | -------------------- | -------------------- | ------------------------- | ------------------------- | ------------------------- | ----- | ----- | ----- |
| Atlético F.C · Colombia | 2.ª           | 2014          | —     | —     | —     | 1                    | 0                    | 0                    | —                         | —                         | —                         | 1     | 0     | 0     |
| Atlético F.C · Colombia | 2.ª           | 2015          | 29    | 1     | 0     | 6                    | 0                    | 0                    | —                         | —                         | —                         | 35    | 1     | 0     |
| Atlético F.C · Colombia | 2.ª           | 2016          | 28    | 2     | 0     | 5                    | 1                    | 0                    | —                         | —                         | —                         | 33    | 3     | 0     |
| Atlético F.C · Colombia | Total club    | Total club    | 57    | 3     | 0     | 12                   | 1                    | 0                    | —                         | —                         | —                         | 69    | 4     | 0     |
| Orsomarso S.C · Colombia | 2.ª           | 2017          | 31    | 3     | 0     | 3                    | 0                    | 0                    | —                         | —                         | —                         | 34    | 3     | 0     |
| Orsomarso S.C · Colombia | 2.ª           | 2018          | 28    | 2     | 0     | —                    | —                    | —                    | —                         | —                         | —                         | 28    | 2     | 0     |
| Orsomarso S.C · Colombia | Total club    | Total club    | 59    | 5     | 0     | 3                    | 0                    | 0                    | —                         | —                         | —                         | 62    | 5     | 0     |
| Atlético Huila · Colombia | 1.ª           | 2019          | 38    | 1     | 0     | —                    | —                    | —                    | —                         | —                         | —                         | 38    | 1     | 0     |
| Atlético Huila · Colombia | Total club    | Total club    | 38    | 1     | 0     | —                    | —                    | —                    | —                         | —                         | —                         | 38    | 1     | 0     |
| Alianza F.C · Colombia | 1.ª           | 2020          | 16    | 1     | 0     | 1                    | 0                    | 0                    | —                         | —                         | —                         | 17    | 1     | 0     |
| Alianza F.C · Colombia | Total club    | Total club    | 16    | 1     | 0     | 1                    | 0                    | 0                    | —                         | —                         | —                         | 17    | 1     | 0     |
| Independiente Medellín · Colombia | 1.ª           | 2021          | 18    | 0     | 0     | 4                    | 0                    | 0                    | —                         | —                         | —                         | 22    | 0     | 0     |
| Independiente Medellín · Colombia | 1.ª           | 2022          | 31    | 1     | 0     | 4                    | 1                    | 0                    | 7                         | 0                         | 0                         | 42    | 2     | 0     |
| Independiente Medellín · Colombia | 1.ª           | 2023          | 24    | 2     | 0     | 1                    | 0                    | 0                    | 10                        | 1                         | 0                         | 35    | 3     | 0     |
| Independiente Medellín · Colombia | Total club    | Total club    | 73    | 3     | 0     | 9                    | 1                    | 0                    | 17                        | 1                         | 0                         | 99    | 5     | 0     |
| Águilas Doradas · Colombia | 1.ª           | 2024          | 31    | 1     | 1     | —                    | —                    | —                    | 2                         | 0                         | 0                         | 33    | 1     | 1     |
| Águilas Doradas · Colombia | Total club    | Total club    | 31    | 1     | 1     | —                    | —                    | —                    | 2                         | 0                         | 0                         | 33    | 1     | 1     |
| Independiente Santa Fe · Colombia | 1.ª           | 2025          | 0     | 0     | 0     | 0                    | 0                    | 0                    | 0                         | 0                         | 0                         | 0     | 0     | 0     |
| Independiente Santa Fe · Colombia | Total club    | Total club    | 0     | 0     | 0     | 0                    | 0                    | 0                    | 0                         | 0                         | 0                         | 0     | 0     | 0     |
| Total carrera | Total carrera | Total carrera | 274   | 14    | 1     | 25                   | 2                    | 0                    | 19                        | 1                         | 0                         | 318   | 17    | 1     |
| (1) Incluye datos de Copa Colombia (2014-2023).(2) Incluye datos de la Copa Sudamericana (2022 y 2023) y Copa Libertadores (2023 y 2024). |               |               |       |       |       |                      |                      |                      |                           |                           |                           |       |       |       |

## Palmarés

### Torneos nacionales
| Título          | Club                   | País     | Año  |
| --------------- | ---------------------- | -------- | ---- |
| Copa Colombia   | Independiente Medellín | Colombia | 2020 |
| Torneo Apertura | Santa Fe               | Colombia | 2025 |